# Шаріповка
Шарі́повка (рос. Шариповка, башк. Шәрип) — присілок у складі Благовіщенського району Башкортостану, Росія. Входить до складу Ізяківської сільської ради.
Населення — 93 особи (2010; 101 в 2002).
Національний склад:
- башкири — 79 %